# 200 î.Hr.

## Nașteri
- dată necunoscută: Polybius  (d. 120 î.Hr.)

## Decese
- dată necunoscută: Livius Andronicus  (n. 280 î.Hr.)